# Neomoorea wallisii
Neomoorea wallisii (Rchb.f.) Schltr., 1924 è una pianta della famiglia delle Orchidacee, diffusa in Colombia, Panama ed Ecuador. È l'unica specie del genere Neomoorea Rolfe, 1904.

## Descrizione

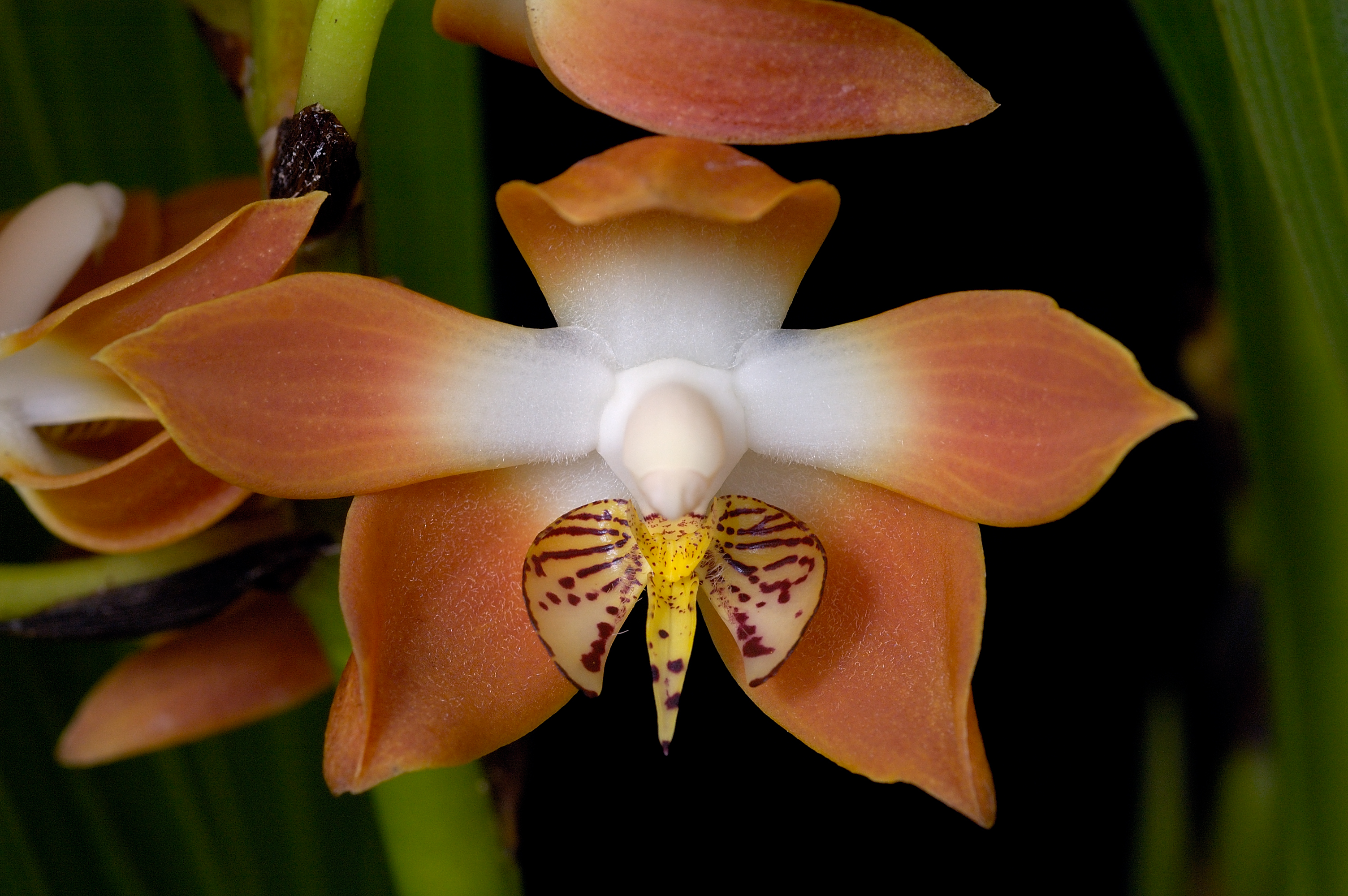

È una specie epifita, a sviluppo simpodiale, dotata di grandi pseudobulbi ovoidali.
Presenta una o due foglie ellittico-lanceolate, plicate, coriacee, lunghe circa 60 cm e larghe circa 15 cm.
L'infiorescenza è composta da 3 a 20 fiori di circa 7 cm de diametro, con petali e sepali di colore rosso-arancio con base bianca, e labello trilobato, giallo con striature marroni.

## Biologia
Similmente ad altre Maxillariinae, N. wallissii è impollinata da apoidei della tribù Euglossini; i maschi di questa tribù di imenotteri si caratterizzano per l'abitudine di raccogliere sostanze aromatiche volatili da diverse fonti di origine fiorale, che accumulano in cavità spongiose presenti sulle zampe posteriore; si presume che tale comportamento giochi un ruolo di attrattiva sessuale nei confronti delle femmine.

## Distribuzione e habitat
Questa specie cresce nelle foreste pluviali di Colombia, Ecuador e Panama.